# Lutter Imre
Lutter Imre (Nyíregyháza, 1977. május 2. –) magyar versmondó előadóművész, műsorvezető, költő, producer, újságíró, drámapedagógus.

## Pályakép
2018 és 2019 óta az ATV, az ATV Spirit és a Spirit FM rádióban hallható, a Magyar Versmondók Egyesületének elnöke, a Latinovits Emlékmű Alapítvány kuratóriumi elnöke, a Kaleidoszkóp nemzetközi VersFesztivál és 
a Bujtor István Filmfesztivál igazgatója, a Versmondó folyóirat, 
az online Versrádió és egyéb internetes versoldalak főszerkesztője. A média és az előadó-művészet terén is aktív. Emellett saját rendezvényszervező és televíziós gyártó cége, a myspace produkció ügyvezető-producere. Tanít a Budapesti Metropolitan Egyetemen, szakmai vezetője a nyári Versművészeti Táboroknak. A szélesebb nyilvánosság a TV2 száguldó riportereként ismerte meg. 2004-ben megkapta a Ki viszi át a Szerelmet emlékplakettet, 2007-ben állami kitüntetésben részesült, Wlassics Gyula-díjjal tüntették ki. 2012-ben a Radnóti Miklós Emlékbizottság és Irodalmi Társaság kuratóriumának egyhangú döntése alapján a vers népszerűsítéséért, előadóművészi és irodalomszervező munkájáért, valamint a költészet újszerű, innovatív filmes világának megteremtéséért Radnóti-díjban részesült.
A kultúra terjesztését, ápolását és a tehetséggondozást elsődleges feladatának tartja. Számos európai uniós pályázatban közreműködik szakmai vezetőként. Színészként, műsorvezetőként, moderátorként, drámapedagógusként, előadóművészként, szerkesztőként és producerként egyaránt foglalkoztatott. 2018-ban a Magyar Kultúra Lovagjává avatták, majd ugyanebben az évben Magyar Arany Érdemkereszttel, 2019-ben pedig Bánffy Miklós-díjjal tüntették ki. Versszínházi előadásaival gyakorta hívják meg bel- és külföldön vendégszereplésre, az Egyesült Államokban és Kanadában rendszeresen turnézik. Legismertebb előadása az Ócska keringő címet viseli, amelyből limitált példányszámban hangoskönyv is megjelent. Folyamatosan keresi az új és innovatív kulturális platformokat: legutóbb a Nemzeti VERSenyt alapította meg a Nemzeti Színházzal és a Magyar Versmondók Egyesületével közösen.
Gyakran szerepel képernyőn, de csak értékhordozó tévéműsorokban vállal aktív szerepet. A Duna TV Divat és Dizájn műsorának és más műsoroknak is kölcsönzi a hangját, a Jóban-rosszban sorozatban dr. Csanády Gergely ügyvédet alakította. Lutter Imre 2019. április 11-én egy rendkívüli irodalmi eseményen Budapesten, a Fészek Művészklubban, A vers 50 árnyalata címet viselő 24 órás program keretében felállította az egyéni versmondás világrekordját. 2019-ben új sorozatot indított el a Facebookon, majd a YouTube-on, a "Vers mindegy kinek" versmondó-versfilm sorozatot, amely már az első darabjával, Ady Endre: Áldásadás a vonaton című versének előadásával rekordokat döntött, négy hét alatt jóval több mint negyedmillióan nézték meg a Facebookon.
A sorozatot, a versekhez kapcsolódó beszélgetésekkel együtt átvette az M5 TV Felsős című műsora és nem sokkal később az Alsós, sulikalandok című műsor is. Elindult közben a Sorok között Lutter Imrével című tévés irodalmi talkshow-ja, amit a nézők heti rendszerességgel láthatnak az ATV-ben, bővített verzióban, Soron kívül címmel Lutter Imre YouTube csatornáján és a műsor rádiós változatát a Spirit FM-en, valamint a Spotify-on. A műsorban Lutter Imre ismert színészekkel, zenészekkel, sportolókkal, humoristákkal, médiaszereplőkkel beszélget arról, hogyan változtatta meg az életüket egy vers, és hogy mit gondolnak a világról. Az egyedi, innovatív műsorban a verset filmes feldolgozásban, a versmondó művész-műsorvezetőtől láthatják, hallhatják a nézők, hallgatók.
2007-ben adták ki szubjektív regényét, Nők a volán mögött címmel. Közben összesen 31 könyv, kötet, antológia látott napvilágot a keze alatt, ám csak 2022-ben jelentkezett első önálló verses kötetével, amelynek Lételem volt a címe, Turczi István szerkesztésében. Az egyéni hangvételű kötet ajánlóját Zalán Tibor, Molnár Ferenc Caramel és Erős Antónia írta. 2023-ban az Athenaeum gondozásában megjelent a Ha szeretsz... című interjúkötete, ismert emberek ismeretlen történeteivel és versekkel. A könyv az első héten a Líra Könyvkiadó újdonságok listájának harmadik helyén debütált. 2024-ben az Athenaeum Kiadónál jelent meg Test és tudat című új verseskötete, amit Zalán Tibor így jellemez: "Lutter Imre folytatja a már korábban elkezdett kísérletét: egyik oldalon a mindennapok forgácsait hogyan lehet költészetté alakítani, másik oldalon, a költészet klasszikus témáit és megszólalási formáit hogyan lehet a huszonegyedik század elvárásaihoz frissíteni. Szerencsés kézzel és szívvel megújítja a mára lassan már feledésbe merülő családi költészetet. De ő kerüli az idillt, és a test és kapcsolat öregedéséről és törődéséről is mer mesélni; a szerelem elmúlása utáni második szerelmet Radnóti-szerű finomsággal és pontossággal kezeli és ábrázolja – lélektől végletekig." A kötetet Bródy János, Király Linda, Koltai Róbert és Lily Ebert ajánlja.

## Tanulmányok
1995-ben érettségizett Nyíregyházán, a Zrínyi Ilona Gimnáziumban. 2000-ben vette át első diplomáját a Miskolci Egyetem Állam- és Jogtudományi Karán. Néhány évvel később vers- és prózamondó előadóművész, majd újságíró képesítést szerzett, 2009-ben pedig drámapedagógia szakon végzett a Színház- és Filmművészeti Egyetemen.

## Tevékenysége a médiában
- 2023-tól: A Sorok között Lutter Imrével című műsor az ATV-n folytatódott, és Soron kívül címmel a YouTube-on, a SpiritFM-en és a Spotify-on, különkiadással jelentkezik.
- 2022-től: Az RTL Klubban és a YouTube-on látható "Sorok között Lutter Imrével" című műsor vezetője , producere
- 2019-2022: Az ATV-ben és a YouTube-on látható "Sorok között Lutter Imrével" című műsor vezetője , producere
- 2019-től: A Verspercek Lutter Imrével című verses beszélgető rovat műsorvezetője és a versek tolmácsolója az M5 TV Felsős c. műsorában
- 2019-től: Az ATV Spirités a Spirit FM hangja
- 2018-tól: az ATV csatornahangja
- 2008-tól: a myspace produkció Kft. ügyvezetője és producere
- 2010-2012: Magyar Vidék Televízió (programigazgató, majd stratégiai igazgató)
- 2009-2010: Origo TV – OzoneNetwork (program-főszerkesztő)
- 2007-2009: Viasat3 – TV6 (produkciós főszerkesztő, kreatív producer, majd kreatív vezető)
- 2006: Friderikusz Produkció (vezető riporter, team-vezető)
- 2002-2006: TV2 (riporter, felelős szerkesztő, száguldó riporter – Aktív, Napló, Magellán, Katalin bírónő, Mokka)
- 2000-2002: Magyar Televízió (szerkesztő-riporter, felelős szerkesztő, műsorvezető)
- 1997-1999: Duna TV (sorozatszereplő – Kalliopé dalnokai)

Tévéműsor-készítő, filmgyártó és rendezvényszervező cége a myspace produkció Kft.
Kreatív producerként olyan műsorok fűződnek a nevéhez, mint A Nagy étteremalakítás Giannival, a Lúzer FC, a Sofőrök, a Kordáék a Föld körül, a Pimasz úr, a Kölykök, a Tutifuvar – a taxiquiz, a HOTsztárkvíz, az Így tévéztek Ti az Unibet Pókermilliomos vagy az Ability – a képességek próbája. Főszerkesztőként elindítója volt a New Yorkban különdíjat nyert Ozone Időjárásperceknek, és producerként jegyez versfilmes alkotásokat (Kaleidoszkóp VersFesztivál filmek, Ködszurkálók, Gyerekjáték: a Vers, stb.). A világ számos pontján forgatott, a legkülönbözőbb műfajokban. Riporterként, szerkesztőként, száguldó riportként, kreatív producerként, programigazgatóként és stratégiai igazgatóként is dolgozott, jelenleg saját cégét irányítja. Megújítója és szerkesztője a Magyar Versmondók Egyesülete internetes oldalainak, amelyek közül a legnépszerűbb a vers.hu átfogó költészeti orgánum. Nevéhez fűződik az online Versrádió megalkotása is, amelynek műsorán több száz költő, neves amatőr és hivatásos előadó több ezer verse hallható és látható. Ez a honlap két évvel ezelőtt elnyerte a Magyar Marketing Szövetség Az Év Honlapja – Különdíját. 2017-től egy éven át hetente jelentkezett költészeti beszélgetése a BonumTV Délelőtt című műsorában. 2018-tól az ATV, 2019-től pedig ATV Spirit és a Spirit FM rádióadó csatornahangja is lett. Az M5 TV Felsős című műsorában és online is látható új sorozata, az általa előadott versekkel és az azokhoz kapcsolódó, emberi hangvételű beszélgetésekkel együtt. Elindult a Sorok között Lutter Imrével című tévés irodalmi talkshowja, amit a nézők heti rendszerességgel láthatnak az ATV-ben, Lutter Imre YouTube csatornáján és a műsor rádiós változatát a Spirit FM-en.

## Szerepei, estjei
- Jóban Rosszban – dr. Csanády Gergely (sorozat, 2018–2019, 2021)
- Mesterkód – András, Apa (musical, 2022)
- Ócska keringő (önálló est)
- Pest, szabadság, szerelem (zenés verselőadás Jávori Ferenccel)
- Vers pingpong (interaktív versest Takács Bencével)
- Kávészünet Lutter Imrével (verskoncert a Kávészünet zenekarral)
- Caramel – Soron kívül Lutter Imrével (koncert talking, zenés est)
- Budapest, Klezmer, Szerelem (zenés verselőadás Jávori Ferenccel)
- Ki viszi át a Szerelmet (társas előadóest)
- Óz, a csodák csodája (a Nyugorok vezére – Gózon Gyula Kamaraszínház)

## Kulturális, művészeti tevékenysége
- a Magyar Versmondók Egyesületének elnöke (2020-tól, korábban: ügyvezető elnök 2008-tól)[1]Archiválva 2021. január 19-i dátummal a Wayback Machine-ben
- a Latinovits Emlékmű Alapítvány kuratóriumi elnöke (2020-tól)
- a Bujtor István Filmfesztivál igazgatója (2017-től)[11]
- a Kaleidoszkóp nemzetközi VersFesztivál igazgatója (1998-tól)[12]Archiválva 2020. december 3-i dátummal a Wayback Machine-ben
- a Költők Világkongresszusa Parnasszus Egyesület felügyelő bizottsági tagja (2008-tól)
- a Versmondó folyóirat főszerkesztője (2019-től, korábban szerkesztőbizottsági tagja 2000-től)[13]Archiválva 2020. december 4-i dátummal a Wayback Machine-ben
- az Első Magyar Versszínház igazgatója (2008-tól)
- az Északkelet-magyarországi Regionális Versmondó Egyesület alapítóelnöke (1999)
- a Magyar Szín-Játékos Szövetség] tanácsadó testületének tagja (2004-től)[14]

Több mint két évtizede meghatározó szereplőjévé vált a magyar előadóművészetet, és nem utolsósorban a magyar nyelvű versmondást összefogó és koordináló Magyar Versmondók Egyesületének. Tevékenysége révén új, korszerű dimenziókkal gazdagodott a magyar nyelvű amatőr és professzionális versmondás – a vers előadóművészete. Nevéhez fűződik a Kaleidoszkóp VersFesztivál megalapítása, amit Európa meghatározó seregszemléjévé tett. Munkája révén teremtődtek meg az Első Magyar Versszínház működési feltételei, és műhellyé szerveződve lett a magyar színházi életben, az egykori budapesti Irodalmi Színpad szellemi örökösévé. Pedagógiai munkássága, tehetséggondozó tevékenysége mellett érzékeny előadóművésznek tartják, aki kiválóan ismeri a pódiumi színpad törvényszerűségeit, hitelesen és sokoldalúan szólal meg műsoraiban, mind a klasszikus, mind a kortársirodalom művészi interpretálójaként.
Publicisztikai, szerkesztői, irodalomszervező tevékenysége is sokrétű. Saját könyvei mellett létrehozta a Kaleidoszkóp Könyvsorozatot, amelynek égisze alatt tíz kötet jelent meg eddig, az antológiák révén pedig számos, mára ismertté vált költő és író indult el az irodalmi pályán.
2014-ben két hanganyag is megjelent a gondozásában, a Memento című holokauszt hangoskönyv (közreműködők: Bálint András, Galkó Balázs, Gubás Gabi, Lutter Imre, Schneider Zoltán, Jávori Ferenc 'Fegya', rendező: Turczi István) és a Bíbor parázson című Radnóti hangoskönyv (közreműködők: Bakos-Kiss Gábor, Földes László Hobo, Lutter Imre, Olt Tamás; zeneszerzők: Olajos Gábor, Jávori Ferenc 'Fegya' és Szarka Tamás). Utóbbit a Nemzeti Színház és a TheArtRoom Drámajátékos Stúdió közös előadásban dolgozta fel, Bakos-Kiss Gábor, Olt Tamás és Lutter Imre főszereplésével. 2015-ben Kiss Lászlóval közösen jelentette meg a Társas játék című dramatikus módszertani kiadványt. Több önálló és társas előadóestje van, amelyekkel külföldön is vendégszerepelt, fellépett többek között New Yorkban és Los Angelesben is. Fesztiválokon, találkozókon, kiállításokon gyakran vezet műsort vagy moderál beszélgetéseket.
Főszerkesztője az átfogó költészeti és pódiumművészeti oldalnak, a vers.hu portálnak, illetve a Versmondó folyóirat elektronikus változatának, és gyakran tesz eleget kulturális és jótékonysági felkéréseknek (ilyen volt például a 2013-ban és 2014-ben megrendezett Ratkó József Emlékév, amelynek nagykövete lett). A keze alatt megvalósuló Európai uniós pályázatokban koncerteket, pályaorientációs foglalkozásokat, érzékenyítő tréningeket, továbbképzéseket, konferenciákat, sporteseményeket, táborokat és kirándulásokat szervez. Radnóti-díját, mint a díj történetének legfiatalabb kitüntetettje, 2012-ben együtt kapta meg a költő özvegyével, Gyarmati Fannival, akinek maga nyújtotta át Radnótival közös lakásában az elismerést. 2016-ban Szabó Lászlóval és Bakos-Kiss Gáborral közösen megalapította a Nemzeti VERSenyt, amely népszerűvé vált a költészetet és a versmondást kedvelők körében. Ezzel együtt egy új műfaj, a versfilm, illetve a versklip széles körű bevezetésére is sikeres kísérletet tett, párhuzamosan az ugyancsak általa alapított Kaleidoszkóp VersFesztivállal és az általa zsűri elnökként felügyelt Bujtor István Filmfesztivállal.
2017-től a Jóban Rosszban sorozatban dr. Csanády Gergely ügyvédet alakítja. Ugyanebben az évben három újabb hangoskönyv valósult meg a közreműködésével: a Három fő, a Légyott és A világ legjobb akciófilmje – mindhárom a Spanyolnátha irodalmi folyóirat gondozásában. 2018-ban „A kortárs irodalom és olvasás fejlesztéséért" a Magyar Kultúra Lovagjává avatták, sokoldalú művészi, irodalomszervezői, pedagógiai és publicisztikai munkája elismeréseként 2018. augusztus 20-án, az Államalapítás ünnepe alkalmából, Áder János köztársasági elnök a Magyar Arany Érdemkereszt polgári tagozata kitüntetésben részesítette. Lutter Imre 2019-ben, a magyar költészet napján a legendás Fészek Klubban 24 órán keresztül magyar szerzők szépirodalmi műveit adta elő, s ezzel a teljesítményével világrekordot állított fel. Az M5 TV-ben a Verspercek Lutter Imrével című saját rovatával találkozhat a néző hetente, a Felsős című tévéműsorban mond verset s beszél is az adott költeményről. Az ATV-ben, az ATV Spiriten és a Spirit FM-en is jelen van, akárcsak saját YouTube csatornáján, a „Sorok között Lutter Imrével” című irodalmi talkshow-ja, amelyben ismert barátaival beszélget arról, hogyan változtatta meg az életüket egy vers, és hogy mit gondolnak a világról. Az egyedi, innovatív műsorban a verset filmes feldolgozásban látható. Eközben „Vers mindegy, kinek” sorozata a Facebookon és a YouTube-on is tízezreket ér el.

## Díjak, elismerések
- „Zrínyi Akadémia” tagság (2003)
- „Ki viszi át a Szerelmet” díj (Magyar Versmondók Egyesülete, 2004)
- Wlassics Gyula-díj (állami kitüntetés, 2007)
- MTG Awards creative felterjesztés (2007)
- Versmondó Guinness Rekord (2008)
- New York Television Festival különdíj – Ozone Időjáráspercek (2010)
- Az Év Honlapja Különdíj – online Versrádió (Magyar Marketing Szövetség, 2010)
- Fehér Rózsa-díj (az MVE révén, Kultúraközvetítők Társasága, 2012)
- Radnóti-díj (Radnóti Miklós Emlékbizottság és Irodalmi Társaság, 2012)
- A Magyar Kultúra Lovagja (Falvak Kultúrájáért Alapítvány, 2018)
- Magyar Arany Érdemkereszt (állami kitüntetés, 2018)
- Az egyéni versmondás Guinness Rekordja (2019)[25]
- Bánffy Miklós-díj – (állami kitüntetés 2019)

## Művei
- Test és tudat (önálló verseskötet, Athenaeum, Budapest, 2024)
- Ha szeretsz... Ismert emberek ismeretlen történetei versekkel (interjúkötet); Athenaeum, Budapest, 2023
- Mesterkód (musical album – társszerző, kiadó: inConcert Kft., 2022)
- Triangulum (antológia Devecsery László, Lovass Adél és Lutter Imre verseivel, Szülőföld Könyvkiadó, 2022)
- Lételem (önálló verseskötet, Parnasszus Könyvek – Versmondók Könyvtára, Magyar Versmondók Egyesülete – Líra Kiadó, 2022)
- Hívásra szól a csönd (hangoskönyv Turczi István válogatott verseiből, 2021)
- Mátyás és a török basa (Andrásfalvy Bertalan-gyűjtemény, Versmondók Könyvtára, 2021)
- Népmesék szóban, írásban, képben (tanulmánykötet, Versmondók Könyvtára, 2020)
- Három fő (hangoskönyv, 2017)
- Légyott (hangoskönyv, 2017)
- A világ legjobb akciófilmje (hangoskönyv, 2017)
- Hovatovább (pályaorientációs módszertani könyv, 2016)
- Játékos társ (szakkönyv, 2016)
- Mondd ki bátran! (művészetpedagógia segédlet, 2016)
- Tanuld és tanítsd a jobbat (pedagógiai útmutató, 2016)
- Társas játék (dramatikus módszertani kötet, 2015)
- Bíbor parázson (dupla korongos Radnóti hangoskönyv, 2014)
- Memento – Túl a gyászon (dupla korongos Holokauszt hangoskönyv, 2014)
- Nők a volán mögött (szubjektívregény, 2007)
- Retúr (vers- és prózaantológia, 2007)
- Jelen, lét (vers- és prózaantológia, 2006)
- Firka a falra (vers- és prózaantológia, 2005)
- Szárnyak hullámverésben (vers- és prózaantológia, 2004)
- Lánctánc (vers- és prózaantológia, 2003)
- Szavak sziluettje (vers- és prózaantológia, 2002)
- Látó határ (vers- és prózaantológia, 2001)
- A pillanat története (vers- és prózaantológia, 2000)
- Virágzó Kopjafák (vers- és prózaantológia, 1999)
- Éltem írtam érted... (vers- és prózaantológia, 1998)